# Кобринь — Варшава/Вронув
Кобринь – Варшава/Вронув – трубопровід, який сполучає газотранспортні мережі Білорусі та Польщі.
До середини 1980-х блакитне паливо імпортували до Польщі лише з української території через інтерконектор Комарно – Ярослав, після чого воно розподілялось між газотранспортними коридорами Ярослав – Варшава - Гданськ та Ярослав - Силезія. Нарешті, в 1986-му ввели в експлуатацію трубопровід, котрий отримував ресурс у Кобрині з газотягу Торжок – Івацевичі – Долина та доправляв його до компресорної станції Рембельщизна на північній околиці Варшави. В 1990-му додатково спорудили відгалуження від Головчице (посередині траси Кобринь – Варшава) до Вронува, котрий також знаходиться на трасі газотранспортного коридора Ярослав – Варшава – Гданськ, проте значно ближче до його початку. Як і нитка на Рембельщизну, воно було виконане в діаметрі 700 мм. Максимальна пропускна здатність трубопроводу від Кобриня становила 5,5 млрд м3.
В кінці 1990-х через центральну частину Польщі пройшов магістральний газогін Ямал – Європа, який міг видавати частину ресурсу до зазначеного вище коридора дещо західніше від Варшави. Хоча через нього до Польщі став надходити основний обсяг імпортованого блакитного палива, проте маршрут від Кобриня також продовжував діяти. Так, у 2019-му через нього пройшло біля 3 млрд м3. При цьому варто відзначити, що з середини 2010-х інтерконектор Комарно – Ярослав був реверсований для поставок блакитного палива до України.